# Impremta Tastu
La impremta Tastu va ser una empresa de Perpinyà que durant vuitanta-cinc anys (1792-1876) es dedicà a les arts gràfiques (com a impremta i com a editorial), a la comercialització de llibreria, i a l'edició de publicacions periòdiques. Al llarg de la seva existència tingué diverses denominacions socials, i segones les èpoques s'anomenà Imp. Reynier & P. Tastu (1793-1797), Imp. Tastu & Veuve Reynier (1797-1804), Imp. P. Tastu (1805-1816 i 1821-1822), Imp. Tastu, père et fils (1817-1820), Imp. Mademoiselle Antoinette Tastu (1823-1870) i, finalment, Imp. Falip-Tastu (1871-1876). L'empresa s'identificà essencialment amb Pere Tastu i la seva filla i successora Antoinette, membres d'una de les famílies perpinyanenques d'impressors, com ho foren també els Vigé i els Reynier.

## Història
La Tastu prengué el relleu d'un històric establiment rossellonès, la impremta Reynier. El darrer impressor de la família Reynier havia estat en Joseph-François i era cunyat de Pere Tastu, el jove fill d'un procurador perpinyanenc. Ambdós s'associaren públicament en la impremta del primer el 1792 (des del 1781 tenien un contracte d'associació privat). Reynier morí el 1797, i el succeí en la societat nominalment la seva vídua (Rose Reynier, germana de Pere Tastu), encara que el nou contracte d'associació amb Pere Tastu va ser signat per les seves filles, Anne Reynier i Paule Pouderous.
Pere Tastu i Mundi (en la forma de la Gran Enciclopèdia Catalana o Pere Tastu, en la forma que consta a les seves impressions de Goigs (1910) o Pierre Tastu en el seu nom legal i que usà més sovint) havia nascut a Perpinyà el 8 o el 10 d'abril del 1758 i hi morí el 18 de novembre del 1822. De família distingida, era fill de Rosa Mundi i de Pierre Tastu, procurador davant el tribunal del Consell Sobirà del Rosselló; nebot de Josep Tastu (rector de la universitat de Perpinyà el 1759); i cosí de François Tastu (professor de la universitat) i dels germans d'aquest i destacats revolucionaris Abdon i Aleix Tastu, cosa que el relacionava favorablement amb el poder constituït. D'ofici impressor, en Pere primer treballà en associació amb el seu cunyat Joseph François Reynier (1793-1797) i posteriorment ho feu amb la vídua d'aquest (1797-1804). El 1804 es liquidà el contracte d'associació i l'empresa quedà en les mans úniques d'en Tastu. Fins al maig del 1815, però, en Pere no obtingué la llicència d'impressor, i no havia estat fins al 1814 que la vídua Reynier havia signat un contracte exprés de cessió de tots els drets sobre el negoci, i de transmissió del títol d'"Impressor del Rei" obtingut pels seus difunts sogre Jean-Baptiste, i marit Joseph-Francois. Durant uns anys, Pere Tastu dirigí l'empresa en solitari, fins que el 1817 prengué el seu fill  Josep Tastu com a col·laborador i amb ell publicà amb el nom "P. Tastu père et fils". En morir en Pere el 1822, es feu càrrec de la impremta la seva filla Antoinette, atès que en Joseph s'havia establert a París el 1820, on havia adquirit i gestionava una gran impremta. Pere Tastu fundà diverses publicacions periòdiques d'àmbit nord-català, com la Feuille d'Affiches, Annonces, Avis Divers (1815) i l'Almanach du Département des Pyrénées-Orientales (1805-70), que continuà la seva filla. Com a impressor de la Prefectura, Tastu també tingué cura del periòdic bilingüe català-francès Recueil d'instructions, d'avis, d'experiences et decouvertes concernant les diverses branches de l'agriculture, de curta vida, que feu publicar el prefecte Hubert Charvet.
Antoinette Tastu (Perpinyà, 25 de gener del 1791 - Perpinyà, 15 de desembre del 1870) era filla de l'impressor Pere Tastu i de Thérèse Blasi. En morir el seu pare el 1822 demanà a la prefectura dels Pirineus Orientals la transmissió de les llicències de llibreria i d'impressió del seu pare, que li foren atorgades el 20 d'agost del 1823. Pels voltants de 1830 prengué un treballador de l'empresa, Jean-Baptiste Rodange, com a gerent del Journal des Pyrénées-Orientales que la impremta Tastu publicava, i posteriorment, i per raons legals, Rodange passà a figurar com a propietari (nominal) del periòdic. Al llarg de la seva dilatada carrera, Antoinette Tastu publicà un gran nombre d'obres, d'on en sobresurten, per exemple, el Voyage pittoresque del cavaller de Basterot, primera mostra d'impressió litogràfica a Perpinyà, i que es va publicar en fascicles d'aparició quinzenal; diversos volums dedicats a balnearis de la Catalunya Nord (Banys de Molig, Banys de Vernet, Banys d'Arles, Banys de la Presta) o una peça tan curiosa com la impressió en seda d'uns Couplets chantés sur le théatre de Perpignan en l'ocasió de la visita que, el 10 de novembre del 1929, va fer Maria Carolina de Borbó-Dues Sicílies (duquessa de Berry) a la capital del Rosselló.

En morir Antoinette Tastu el 1870, soltera i sense descendència, la impremta passà a la seva neboda (filla del seu germà Jacques) i hereua Caroline Falip (née Tastu), i la raó social esdevingué imprimerie Felip-Tastu o Typographie Falip-Tastu. L'empresa entrà en decadència i, l'any 1876, els Falip  vengueren la impremta i abandonaren Perpinyà. Si en un primer moment, els germans Alavaill continuaren el negoci, l'empresa passà definitivament a Jules Rondony poc després, i un llibre publicat ja l'any 1877 indicava "Typographie Rondony, successeur de Mlle Antoinette Tastu".
Al llarg dels anys, el negoci canvià diverses vegades d'adreça, sempre en el barri antic de la ciutat: el 1805 i el 1807 era al carrer de Sant Joan, núm. 42, i als anys 1810 i 1816 tenia la seu al número 2370 del carrer de la Prefectura; el 1828 i encara el 1862 era al número 5 del mateix carrer. El 1866 i fins al 1870 era a la plaça Laborie 16, el 1871 i 1872 donava l'adreça del Quai de la Préfecture núm. 1 i el 1872 apareixia al Rond-Point des Tanneries 

## Línies empresarials
De la impremta Tastu es poden destacar diverses línies de producte, o sectors de negoci. La tasca d'imprimir productes per compte d'altri fou la més important, i la que més l'acostaria a un impressor modern; en aquest sentit, la impremta heretà dels Reynier el títol d'"impressors del Rei", cosa que li donava un dret preferent en la impressió de documents oficials. En els anys posteriors a la proclamació de la República francesa el títol es convertí en "impressors de la Prefectura". Amb el restabliment monàrquic, els Tastu tornaren a usar el segell d'"impressors del rei", però a la mort d'en Pere Tastu es perdé el privilegi oficial, i Antoinette Tastu ja no el pogué usar. A banda d'això, però, els Tastu editaren per a un gran nombre de particulars, associacions i entitats. A l'apartat Selecció d'impressions es recull una mostra de publicacions amb peu d'impremta Tastu, però per força hi hagué moltes més impressions menors (targetes de visita, fulls volants, blocs de rebuts, estampetes, potser fins i tot envasos de cartó) que no mencionaven impressor i que, si haguessin sobreviscut fins al present, difícilment se li podrien atribuir amb certesa.
En segon lloc, la impremta Tastu, com s'havia anat fent en els segles anteriors, també doblà com a editora per compte propi o en associació amb els autors dels textos. Aquest paper ja començava a estar en decadència al segle xix, en pro de l'especialització industrial en les arts gràfiques, però encara es mantenia en poblacions de segona línia, on el volum de negoci aconsellava diversificació més que especialització. Serveixi de referència que, a París, Joseph Tastu tenia una impremta coetània a la de la seva germana Antoinette, i que en els llibres distingia pràcticament sempre l'establiment d'impressió ("imprimerie Tastu") del lloc de comercialització (normalment llibreries: "chez Baudouin frères", "chez Ladvocat", "chez A. Dupont").
A diferència de la seva homònima de París, la perpinyanenca impremta Tastu tenia llibreria, que tant venia publicacions pròpies, com  d'altri, com altres productes (tabac). Un cop dit això, molt esporàdicament, en l'edició d'algun o d'algun altre llibre en concret s'indicà que la impremta Tastu de Perpinyà feia únicament paper d'impressor (com la impremta cosina parisenca), i que la producció editorial o la comercialització la farien altres.
Un quart paper dels Tastu fou com a editors de publicacions periòdiques, xifrades fonamentalment en el Journal de Perpignan et des Pyrénées-Oriantales (amb diversos noms), els Rapport (memòries o informes) anuals del Consell General i l'anuari Almanach du département des Pyrénées Orientales. 

### Publicacions en català
Les publicacions de la impremta Tastu foren quasi exclusivament en francès, i només s'han localitzat una dotzena d'impressions dels Tastu en català (sobre unes quatre-centes vuitanta publicacions ressenyades), cosa que representaria el 2,5% del total de la producció. De forma anecdòtica, també feren com a mínim dues impressions en castellà. Aquestes publicacions en català es poden agrupar en quatre categories principals:
- Publicacions oficials del període revolucionari post-revolucionari adreçades als pagesos rossellonesos i publicades de forma bilingüe francès-català per a millor comprensió d'un públic encara catalanoparlant: el periòdic Recueil d'instructions...concernant les diverses branches de l'agriculture (que només publicà tres números el 1801) i la Instruction sur la maladie des bêtes a laine (1804).
- Publicacions oficials en ocasió de les guerres amb Espanya, i destinades als catalans del Principat: Proclamatio Los representants del Poblé Francés prop la Armada dels Pyrénées Orientals... (1794-1795, guerra Gran); Proclama. Nos, Mariscal del Imperi, Duch de Tarento... (1810, guerra del Francès); Proclama. Lo duc d'Angulema, generalíssim del Exèrcit dels Pirineus... (1823, expedició dels Cent Mil Fills de Sant Lluís)[nt 9]
- Impressions de goigs, element clau en la devoció en llengua catalana al Rosselló. Se n'han localitzat de publicats per Pere Tastu (Goigs del Glorios ancangel Sant Miquel (1807) i Goigs de Nostra Senyora del Mont (1810)), i diversos d'estampats per Antoinette Tastu (molts d'aquests sense datar). Atès, però, que eren fulls de baixa conservació i poc cost, presumiblement n'hi hagué més edicions de les ressenyades ací.
- Obres de literatura popular, publicades a partir del 1849, generalment en un català corrupte afrancesat[19] i en un estil informal, algunes assimilades amb posterioritat[20] al concepte de les catalanades d'Albert Saisset: Cansons genoudistes (anònim, 1849); Las disgracis den Pique-Aragnes (anònim, 1860); Los dous fourestés a la coumédi (de Joseph Bergnes, 1861); Al campagnart a casa d'al parrouqué (Tronchoudacol, pseudònim, 1874).

### Periòdics
Selecció

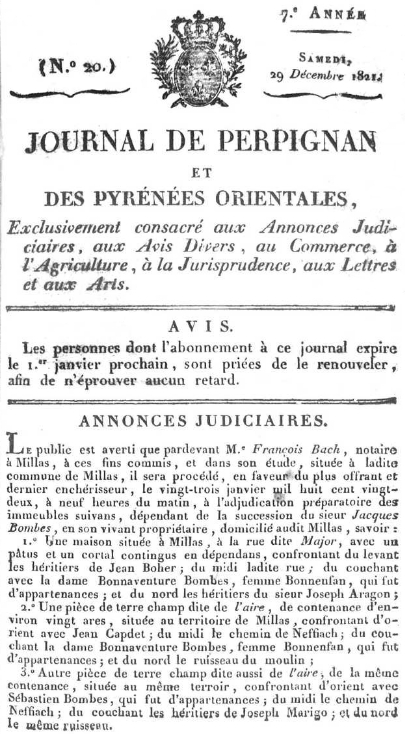
Portada del "Journal de Perpignan et des Pyrénées Orientales" (29.12.1821)

- La impremta Tastu & Veuve Reynier publicà el 1801 la primera revista bilingüe[19] en la història de la premsa del Rosselló. Fou un encàrrec d'Hubert Charvet, primer -i brevíssim- prefecte dels Pirineus Orientals, i es titulà Recueil d'instructions, d'avis, d'experiences et decouvertes concernant les diverses branches de l'agriculture. Fou un reflex de la voluntat democràtica i pedagògica de la Revolució francesa, una publicació tècnica agrícola adreçada als pagesos, i que es publicà en català per suplir les mancances de coneixement del francès que poguessin tenir. El periòdic només publicà dos números, amb un total de cinc fascicles.

- A partir del 1805, i per tota l'existència de la impremta Tastu, l'empresa publicà un anuari, l'Almanach du département des Pyrénées Orientales. El títol de la publicació varià lleugerament d'any en any, serveixin d'exemple:  Almanach du département des Pyrénées-Orientales 1816.  Almanach du département des Pyrénées-Orientales, pour l'an de gráce 1817.  Almanach du departément des Pyrénées-Orientales, pour l'année bissextile 1832, contenant les noms des membres de la famille royale, etc.  Almanach des Pyrénées-Orientales, ou Annuaire administratif, ecclésiastique, militaire, statistique et commercial, (1848).  Almanach des Pyrénées-Orientales, ou Annuaire administratif, ecclésiastique, militaire, statistique et commercial, contenant les Etrennes roussillonnaises, (1862).
- Pere Tastu començà a editar a l'agost del 1815 un periòdic d'actualitat, el Mémorial administratif du département des Pyrénées-Orientales («número 1, digitalitzat». Arxivat de l'original el 2016-03-03. [Consulta: 4 agost 2015].) En publicà deu números amb freqüència setmanal abans de canviar-li el títol. El número 11 (4 de novembre del 1815) ja aparegué amb el títol Feuilles d'affiches, annonces et avis divers ou Mémorial administratif, politique, commercial et littéraire du département des Pyrénées-Orientales. Amb variacions en la denominació ( Feuille d'affiches, annonces et avis et Journal politique, commercial et littéraire du département des Pyrénées-Orientales. núm. 24, 3 Fevrier 1816. Arxivat 2016-03-03 a Wayback Machine.) es publicà fins al número 45 (juny del 1819).

- El Journal de Perpignan et des Pyrénées-Orientales[22] fou un periòdic que continuà el Mémorial... i la Feuille..., i que esdevingué una publicació de molt llarg recorregut amb aquest nom nou -o amb petites variacions, Journal du département des Pyrénées-Orientales, Journal des Pyrénées-Orientales- Aparegué amb freqüència setmanal a l'inici, posteriorment a raó de dos i tres números per setmana i en les darreres èpoques fou de publicació diària. El publicà primer en Pierre i després l'Antoinette Tastu, des del 1819 (amb la indicació "4e année", començant a comptar des del 1815, data de fundació del Memorial...), continuà apareixent quasi[nt 10] ininterrompudament al llarg de dècades («número 20 (29 de desembre del 1821) digitalitzat». Arxivat de l'original el 2016-03-03. [Consulta: 4 agost 2015].; «número 97 (15/16 de desembre del 1857) digitalitzat». Arxivat de l'original el 2016-03-03. [Consulta: 4 agost 2015].; «número 9 (2 de febrer del 1869) digitalitzat». Arxivat de l'original el 2016-08-21. [Consulta: 4 agost 2015].), i sobrevisqué fins al 1876, coincidint amb l'extinció de la impremta Falip-Tastu. Pels voltants de 1830, un canvi legislatiu imposava -a grans línies- que el director i el propietari d'un periòdic fossin la mateixa persona, i Antoinette Tastu, que havia agafat Jean-Baptiste Rodange com a director-gerent-redactor del Journal de Perpignan et des Pyrénées-Orientales, posà el periòdic sota la propietat (nominal) d'en Rodange.
- El  Bulletin de la "Société d'Agriculture, arts et commerces des Pyrénées Orientales"., una entitat predecessora de la Société Agricole, Scientifique et Littéraire des Pyrénées-Orientales, va ser estampat per P. Tastu père et fils, primer, a P.Tastu després i a Mlle. Antoinette Tastu entre els anys 1820 i 1830 («exemplars 1-11, digitalitzats».)
- Els Tastu imprimiren diverses sèries de publicacions per compte de la prefectura dels Pirineus Orientals, que veieren la llum al llarg de tota l'existència de l'empresa, i algunes de les quals els sobrevisqueren en mans d'altres empresaris. Foren el Recueil des actes administratifs [du Département des Pyrénées-Orientales], que es començà a publicar el 1820, i que fins a un molt posterior 1973 no canvià de nom en Informations Administratives; els Budgets départementals (pel cap baix,  1829-1848.[Enllaç no actiu]  1862-1866; 1871-1874; 1877-1881; 1883-1884; 1887-1889.); els Compte des recettes et des dépenses départementales ordinaires, facultatives, extraordinaires et spéciales (pel cap baix  1829-1848; 1860-1871; 1874; 1876-1878; 1881-1889; 1891-1895; 1897-1901; 1968.)
- Els Rapport du préfet au Conseil Général du Dèpartement des Pyrénées-Orientales, amb petites variacions en el títol, van ser publicats per la impremta d'Antoinette Tastu des del 1840 al 1869. En morir la propietària, entre 1871 i 1904 es van fer càrrec de les impressions les impremtes "Charles Latrobe", la de l'Indépendant i la de la República, amb l'excepció de l'any 1874, que l'imprimí la "Felip Tastu".[23]
- Antoinette Tastu imprimí el 1837 un número solt (el 3.1) del Bulletin de la Sociéte Philomatique de Perpignan (la resta de butlletins de la societat els feu la impremta Alzine)

- Le Roussillonnais, journal des Pyrénées-Orientales va ser una revista bisetmanal que es començà a publicar el 30 d'octubre del 1847 i subsistí fins al 14 de març del 1848. Continuava[22] el [temporalment prohibit ?] Journal des Pyrénées-Orientales. El redactor-gerent fou Candide-Michel Lesaulnier (antic redactor del Journal), i s'imprimia a la impremta d'Antoinette Tastu. El continuà brevíssimament la Feuille d'annonces judiciaires...

- La Feuille d'Annonces Judiciaires et autres du "Roussillonnais", appartenant exclusivement à Mlle Tastu[24] era una continuació de Le Roussillonnais. N'aparegueren dos números el març del 1848, i el 14 de març ja el reemplaçà el renascut Journal des Pyrénées-Orientales.

## Impressions
Selecció 

### Imp. Reynier & P. Tastu (1793-1797)
- Décret de la convention nationale du 1er mai 1793, l'an second de la république française, relatif à la nomination des commissaires des guerres, (1793).[Enllaç no actiu]
- Les délires du général Doppet ou inventaire de ce qu'il avait, de ce qu'il a et de ce qu'il aura toute sa vie, (12 pluviôse an II [31.1.1793]).[nt 13]
- Extrait des registres des séances publiques et permanentes du district de Perpignan du 24 Frimaire, an II, (1793).[Enllaç no actiu]
- Au nom du peuple francais, les Representans du peuple pres l'armee des Pyrenees Orientales... arretent... fait au quartier-general de Figuieres, le 20 Frimaire l'an troisieme.... Extrait du registre... de la Commission du commerce et des approvisionnemens de la Republique (arrete du 27 brumaire, an 3), (1794).
- Milhaud; Soubrany. Proclamatio Los representans del Poblé Francés prop la Armada dels Pyrénées Orientals, a la Catalunya y a la Armada Republicana. Mes grand que los pobles de la antiquitat ....  Perpinya: en casa de Reynier & Tastu, 1794-1795?.

### Imp. Tastu & Veuve Reynier (1797-1804)

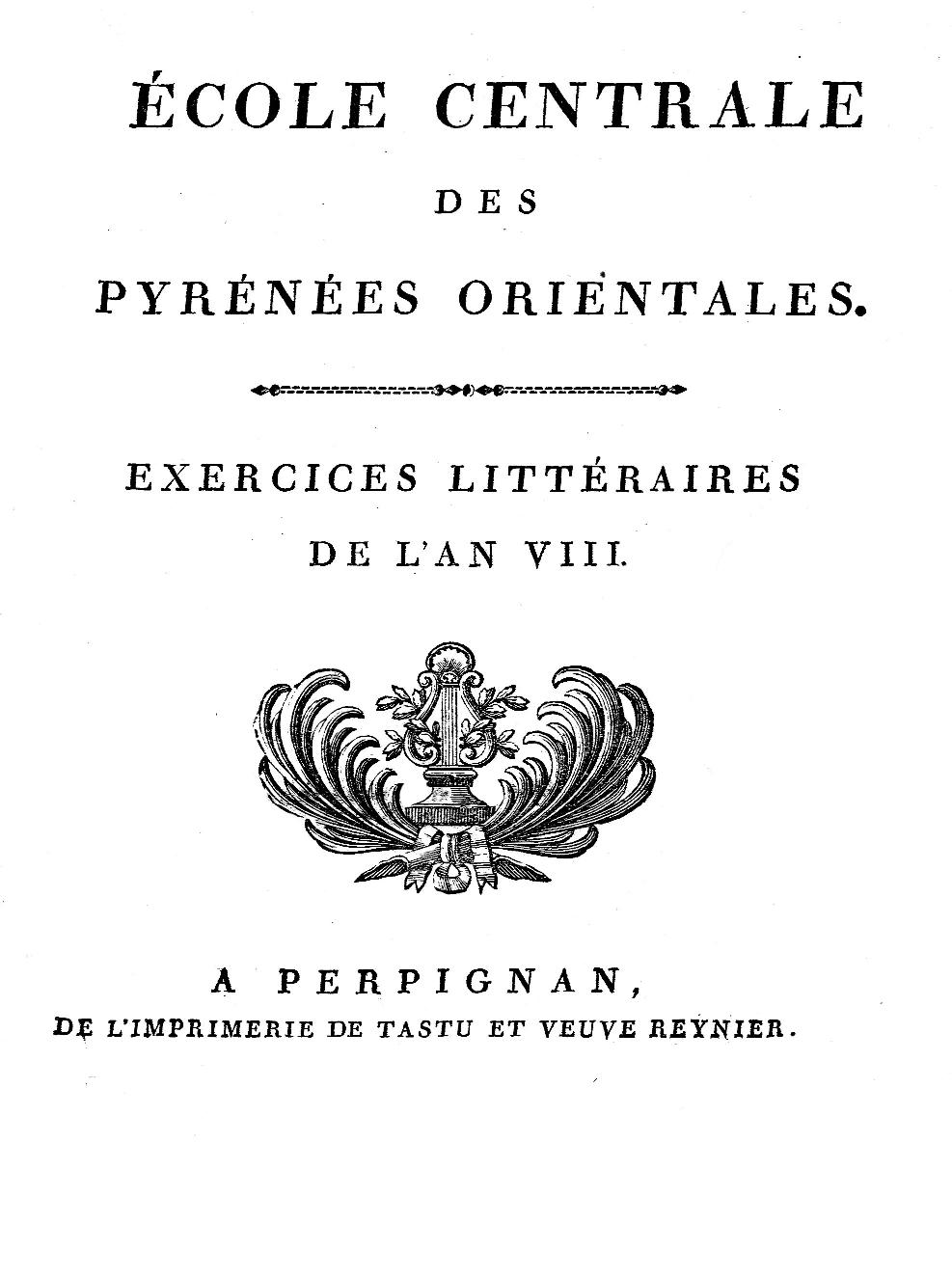
École centrale des Pyrénées Orientales. Exercices littéraires de l'an VIII (Tastu & Veuve Reynier, 1800)

- Extrait des registres de l'Administration Centrale du département des Pyrénées-Orientales: Séance du 9 Thermidor, 5e année républicaine.  Perpinyà: imprimerie de Tastu et Vve Regnier, an V [1797].[Enllaç no actiu]
- Jalabert, François. Comptes de la 4e année rendus par l'Administration du département des Pyrénées-Orientales [Rapport sur les dépenses faites par l'administration centrale... depuis le 8 Brumaire an IV jusqu'au premier vendémiaire an V], (An V [1797]).[Enllaç no actiu] («exemplar digitalitzat». Arxivat de l'original el 2016-03-03. [Consulta: 4 agost 2015].)
- Ecole centrale des Pyrénées Orientales. Exercices littéraires de l'an VIII, (an VIII [1800]).[Enllaç no actiu] («exemplar digitalitzat». Arxivat de l'original el 2016-03-03. [Consulta: 4 agost 2015].)
- Arrêté du Préfet du département des Pyrénées-Orientales relatif aux prévenus d'émigration mis en surveillance (19 pluviôse, an IX), (1801).
- Recueil d'instructions, d'avis, d'expériences et de découvertes concernant les diverses branches de l'agriculture, avec l'indication des journaux dont les faits sont tirés, et une traduction catalane pour faciliter aux agriculteurs éclairés le moyen d'en répandre le contenu parmi les habitans de la campagne occupés aux travaux agricoles. imprimé et publié chaque mois par ordre et d'après l'approbation du citoyen Charvet, préfet du département des Pyrénées orientales.  Perpinyà: chez Tastu et veuve Reynier, impr. de la Préfecture, pluviôse an IX-14 ventôse an IX (janvier-5 mars 1801).
- Ecole centrale des Pyrénées Orientales. Exercices littéraires de l'an IX, (an IX [1801]).[Enllaç no actiu] («exemplar digitalitzat». Arxivat de l'original el 2016-03-03. [Consulta: 4 agost 2015].)
- Ecole centrale des Pyrénées Orientales. Exercices littéraires de l'an Dix.  Perpinyà: imprimerie de Tastu et veuve Reynier, imprimeurs de la Préfecture, an X [1802].[Enllaç no actiu] («exemplar digitalitzat». Arxivat de l'original el 2016-03-03. [Consulta: 4 agost 2015].)
- Tables de comparaison entre les mesures anciennes du département des Pyrénées Orientales et celles qui les remplacent dans le nouveau système métrique avec leur explication et leur usage; impr. par ordre du préfet, (an X [1802]).[Enllaç no actiu] («exemplar digitalitzat». Arxivat de l'original el 2016-03-03. [Consulta: 4 agost 2015].)
- Ecole centrale des Pyrénées Orientales. Exercices littéraires de l'an XI, (an XI [1803]).[Enllaç no actiu] («exemplar digitalitzat». Arxivat de l'original el 2015-11-18. [Consulta: 4 agost 2015].)
- Tessier (redactor). Instruction sur la maladie des bêtes à laine nommée falère dans le département des Pyrénées Orientales (ci-devant Roussillon) publiée par ordre du Ministre de l'Intérieur, trad. en catalan... par le préfet, (Floréal an XII [1804]).[Enllaç no actiu] Traducció catalana del text acarada amb l'original francès.

### Imp. Pierre Tastu (1805-1816)

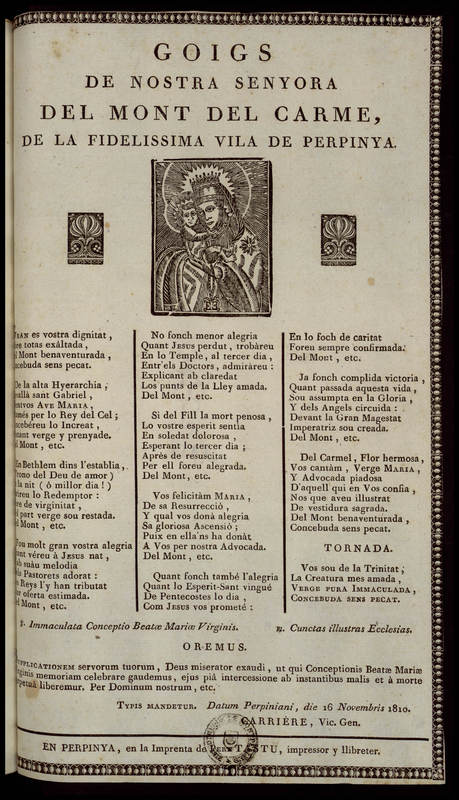
Goigs (Pere Tastu, 1810)

- Catalogue des livres qui se trouvent chez Pierre Tastu imprimeur-libraire à Perpignan Rue St-Jean nº 42, (1805).[Enllaç no actiu]
- Ordonnance de règlement concernant le ruisseau de Las Canals.  Perpinyà: chez P. Tastu, imprimeur de la Préfecture, an XIII [1805].[Enllaç no actiu] («exemplar digitalitzat». Arxivat de l'original el 2016-03-03. [Consulta: 4 agost 2015].)
- Neuvaine à Saint Michel archange, (1807).[Enllaç no actiu] Reprodueix els Goigs del Glorios arcangel Sant Miquel [sic]
- Augereau. Proclamacion del mariscal del Imperio, Augereau, duque de Castiglione ... comandante en gefe el Exercito de Catalunna, Espannoles, catalanes ... Su Magestad el Emperador de los Franceses ... me diò el mando de sus exercitos en Catalunna ....  Perpinyà: Impr. de Pedro Tastu, 1809?.
- Duc de Tarento. Proclama, Nos, Mariscal del Imperi, Duch de Tarento, Gran Aguila de la Legió de Honor ... Bons habitants de Catalunya, poble actiu, industriòs y esforsat, à vosaltres me dirigesch, La confiansa de mon august soberà me ha posat al cap de est exêrcit; me envia envers vosaltres: vos porto lo consol, la paraula de pau, y la esperansa segura de un temps mes ditxos ....  Perpinyà: Impr. de P. Tastu, 1810.
- Goigs de Nostra Senyora del Mont del Carme, de la fidelissima vila de Perpinya.  Perpinyà: Pere Tastu, 1810.[Enllaç no actiu]
- Font, Narciso. Memoria sobre la nobleza, importancia y excelencia de los escribanos y notarios, con indicación de sus abusos y defectos, y de la reforma necessaria para su perfección, con una breve observación sobre las fórmulas de los contratos públicos; ilustrada con una noticia histórica del origen de los notarios.  Perpiñán: impr. de Tastu, 1811 ? (1812?, 1816?).
- Duveyrier, Honoré-Nicolas-Marie. Discours prononcé à Perpignan à l'ouverture de la session de la Cour d'assises du mois de mai 1812, (1812).[Enllaç no actiu]
- Copie de la Lettre que M. Joseph Darguines, lieutenant-colonel au service d'Espagne,écrivit, le 7 juin 1813, de la conciergerie de París, à son défenseur M. Chauveau-Lagarde, avocat au Conseil d'état, sur la proposition faite audit sieur Darguines de prende du service pour Buonaparte, comme le seul moyen de se sous-traire au jugement fatal dont il était menacé, et qui fut en effet prononcé le 14 juin de la méme année, (1815).
- Le préfet, chevalier de Roujoux. Aux habitans des Pyrénées orientales, Français, Il est des événemens que toute la prudence humaine ne saurait ni calculer ni éviter [full volant], (1815).
- Courtois, J.-F.-J. Premier chant de la Buonapartide, ou Les crimes de l'Attila des Français, poëme didactique, historique et national en 12 chants, (1816). («exemplar digitalitzat».)

### Imp. Tastu père et fils (1817-1820)

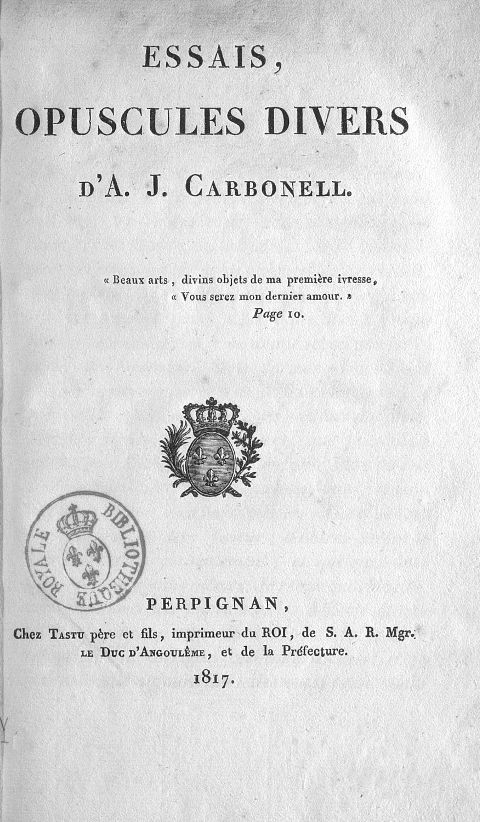
Essais, opuscules divers d'A.J.Carbonell (Tastu, père et fils, 1817)

- [anònim - (D.M.J. Henry)]. Lettres sur le Roussillon. Les danses catalanes. Lettre I. Une répresentation des mystères ou comédies sacrées. Lettre II.  Perpinyà: Chez Tastu père et fils - Lit. de G[odefroy] Engelmann, (s.a.). («hp?titn=0379272&lg=FR&return_page=r_avance exemplar digitalitzat».[Enllaç no actiu])
- Berriat, Honoré-Hugues. Législation militaire, ou Recueil méthodique et raisonné des lois, ordonnances, arrétés, réglemens et instructions actuellement en vigueur sur toutes les branches de l'état militaire. Supplément I et II, (1817).
- Catalogue de la librairie de Tastu père et fils, (1817).
- Carbonell, Antoine Jacques. Essais, opuscules divers, (1817).[Enllaç no actiu] («exemplar digitalitzat».)
- Instruction pour les sous-officiers et gendarmes, (1817). («exemplar digitalitzat».)
- Catalogue de la librairie de Tastu père et fils (deuxième feuille), (1818).
- Jalabert, François. Géographie du département des Pyrénées-Orientales, (1819). («exemplar digitalitzat». Arxivat de l'original el 2016-03-03. [Consulta: 4 agost 2015].)
- Henry, D.M.J. Recherches sur la voie de Rome en Espagne, à travers le Roussillon, et examen critique de l'itinéraire d'Antonin, depuis Narbonne jusqu'aux trophées de Pompée, (1820).[Enllaç no actiu] («exemplar digitalitzat». Arxivat de l'original el 2016-03-03. [Consulta: 4 agost 2015].)
- La Croix-Gaffard, J. Mémoire pour M. Joseph Lucia, ancien magistrat domicilié à Perpignan contre la dame Louise Guanter, son épouse, (1820).[Enllaç no actiu]
- Jaubert de Passa. Rapport sur les Chèvres du Thibet, fait à la Société d'Agriculture des Pyrénées-Orientales, (1820). Extret del Bulletin de la Société d'Agriculture des Pyrénées-Orientales[27]
- Tastu, Amable. La Veille de Noel, Hymne a la Vierge, Qui a remporté le Prix à l'Académie des Jeux Floraux, concours de 1820: Hymnus in honorem B.M. Virginis, cui praemium in certamine anni 1820, addixit Ludorum Floralium Academia.  Perpinyà: imprimerie de Tastu père et fils, imprimeurs du Roi, 1820. Extret de:  «La Veille de Noel». Bulletin. Société d'agriculture, arts et commerce des Pyrénées Orientales, núm. 3, juin 1820, pàg. 90-95.

### Imp. P. Tastu (1821-1822)

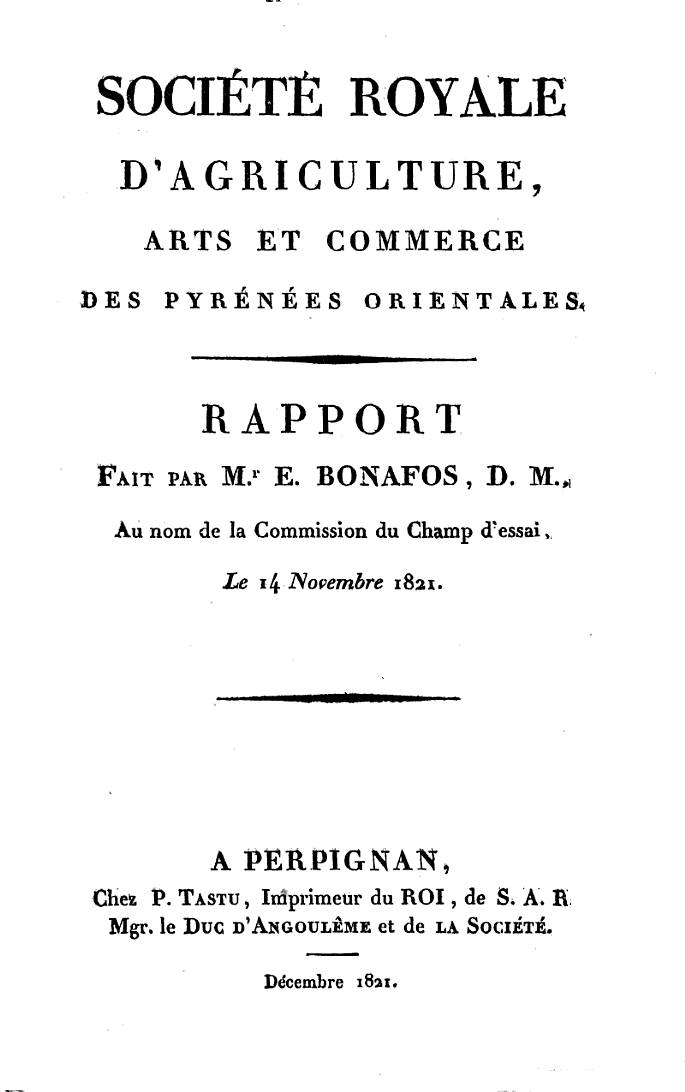
Rapport d'Emmanuel Bonafos per a la Société Royale d'Agriculture... (P. Tastu, 1821)

- Bonafos, E. Société Royale d'Agriculture, arts et commerces des Pyrénées Orientales: rapport fait par Mr E. Bonafos, D.M. au nom de la commission du champ d'essai, le 14 novembre 1821, (1821).[Enllaç no actiu] («exemplar digitalitzat».)
- Lacroix, J. Éloge de M. le márechal de Mailly, précédé d'un coup d'oeil historique sur les principaux événements militaires du règne de Louis XV, (1821). («exemplar digitalitzat».)
- Henry, D.M.J. Promenade au Musée, ou Observations sur quelques-uns des monuments de la galerie royale.  París: chez Baudouin frères (Perpignan: Imp. Tastu), 1822.
- Neuvaine du bienheureux patriarche Saint François de Paule, fondateur de l'ordre des Minimes, (1822).
- Pons-Pelissier, Barthélemi. Rapport ou Notice historique sur l'Établissement des Bêtes à laine merinos, dans le Département des Pyrénées-Orientales (importation Gilbert), (1822). Extret del Bulletin de la Société d'Agriculture des Pyrénées-Orientales février 1822[27]

### Imp. Mademoiselle Antoinette Tastu (1823-1870)
Goigs i altres fulls de devoció popular (alguns, sense datar)
 Cobles de Nostra Senyora de la Soledat, per sa Confraria, instituida y fundada en la Iglesia collegiata de la Real, de la Fidelissima Vila de Perpinyà.;  Goigs de viatge en honor de nuestra senyora de Nuria.;  Goigs en alabansa de Nostra Senyora dels Dolors, (1857).;  Goigs en alabança de Nostra Senyora dels Dolors de Força Réal.;  Goigs de Notre Dame de Força Real, texte catalan avec la traduction française en regard par M. Sylvestre Vilallongue, (1860).;  Litanies de Notre-Dame de Grace.;  [Goigs de] Saint Antoine abbé, patron du célèbre ermitage, situé dans le désert de Galamus, près de St-Paul-de-Fenouillèdes, (1845).;  San Antoni, abat patró del hermitatge, situat en lo désert de Galamús, prop de Sant Pau de Fenouillèdes, (1860?).;  Goigs de Sant Ferriol, la capella del qual esta situada en lo terme de Ceret, (1814). Arxivat 2016-09-24 a Wayback Machine.;  Goigs de sant Francesc de Paula [Baixàs].;  Cantique [Goigs] en honneur de saint-Jacques-le-Majeur, (A. Fourquet, imp. Tastu, 1850).;  Goigs del glorios martir Sant Sebastia.;  La céleste Dame du Roussillon et du Conflent ou N.D. de Domanova [par l'abbé A.J. Trilles].
1823
- Henry, Dominique-Marie-Joseph. Description des danses catalanes, exécutées en présence de S. A. R. Madame, Duchesse d'Angoulême.[Enllaç no actiu] («exemplar digitalitzat». Arxivat de l'original el 2016-03-03. [Consulta: 4 agost 2015].)
- Proclama, Lo duc de Angulema, generalíssim del Exèrcit de los Pirineus, als españols, Españols, quant lo rey de Fransa maná á son embaxador que se retires de Madrid, esperaba que lo Govern español, regonexent lo perill en ques trobava, tornaria al camí de la moderació y no se obstinaria en desentendrer los consells de la rahó y de las millors intencions ... = Proclamation, Le duc d'Angoulème....

1824
- le chevalier de B[asterot].... Voyage pittoresque dans le département des Pyrénées Orientales dédié à la Ville de Perpignan.  Perpinyà: Litographie de M. Amiel - Impr. de Mlle. Antoinette Tastu, 1824.[Enllaç no actiu] («exemplar digitalitzat». Arxivat de l'original el 2016-03-03. [Consulta: 4 agost 2015].)
- Farines. Mémoire sur la chenille, connue vulgairement sous le nom de Couque.
- Fortaner, Joseph. Notice ecclésiastique sur le Roussillon, suivie du catalogue des évêques d'Elne par un prêtre de Perpignan.  Perpinyà: Mlle. Antoinette Tastu, Imprimeur de la Préfecture, 1824.[Enllaç no actiu] («exemplar digitalitzat».[Enllaç no actiu])
- Joly. Précis en réponse à l'acte d'accusation, pour M.e Joly fils, advocat, accusé de complot contre la sûreté de l'État, contumax. («exemplar digitalitzat».)
- Lefebvre de Saint-Ildephont, F.-É.-G. Réflexions critiques sur quelques parties du règlement sur les manoeuvres de l'infanterie, par le baron de St-Ildephont, capitaine adjudant-major d'infanterie légère.
- Trédos, René. Le Triomphe des Lis, ou les Français en Espagne, poème en deux chants... suivi de l'Émigré, romance.

1825
- Description succincte du village et du vallon de Vernet, suivie de notes dont la connaissance est utile aux amis de la santé, d'une bonne denture, et terminée par un poème badin par un docteur en médecine.
- Réponse de M. Pechier, Teneur de Livres de la Maison d'Espagne, aux observations du Sieur Fraisse, Teneur de livres de la Maison de France.  Perpinyà: chez Antoinette Tastu, imprimeur-librairie, 1825 o post. [per al text, p. 2]. («exemplar digitalitzat».)
- Trédos, René. L'avènement de Charles X, récit épique qui a concouru pour le prix proposé par la Société des bonnes-lettres.

1826
- Berlan. Des petites véroles des vaccinés et de la nécessité des revaccinations, mémoire présenté au comité de vaccine de Perpignan et à l'académie royale de médecine de Paris, en juin 1824.
- Notice sur M. Desprès, maire de Perpignan, en 1826.
- d'Outreligne. Homélie sur le texte "Homo est viator in terra".
- d'Outreligne. Quelques réflexions sur les jésuites.

1827
- Anglade, Josep. A MM. les arbitres. Nouvelles observations de Joseph Anglade, contre Léon Daugny et François Jaubert-de-Passa, et contre François Rovira, François Morer, Paul Dieudé, Amédée Jordy et Jean Pagès.
- Catulle; Lessing; d'Outreligne (traductor). Traduction libre de l'élégie de Catulle ("Lugete veneres"). Imitation de l'élégie de Tibulle ("Ad Junonem"). Traduction d'une fable allemande de Lessing, et Idylle.
- Duponchel, C.-H.-D.. Recueil en vers de pensées, maximes et sentences.[Enllaç no actiu]
- Michelet, E[tienne]. Le Combat de Navarin.

1828
- Dulçat, Joseph de. Eloges de S. A. R. Mgr le duc d'Enghien et de M. le maréchal de Mailly.[Enllaç no actiu]
- Henry, D.M.J. Lettre a M. Champollion le jeune, sur l'incertitude de l'age des monumens égyptiens et sur l'histoire, physique, politique et religieuse de l'Égypte, avant l'invasion de Cambyse.  París: Bossange Père, Librairie (Perpignan: imprimerie de Mlle. Tastu), 1828.[Enllaç no actiu] («exemplar digitalitzat».)
- Observations pour M. Léon Daugny contre Anglade, Jordi, Morer, Dieudé, Rovira, Pagés et Jaubert-de-Passa. Quatrième corps.

1829

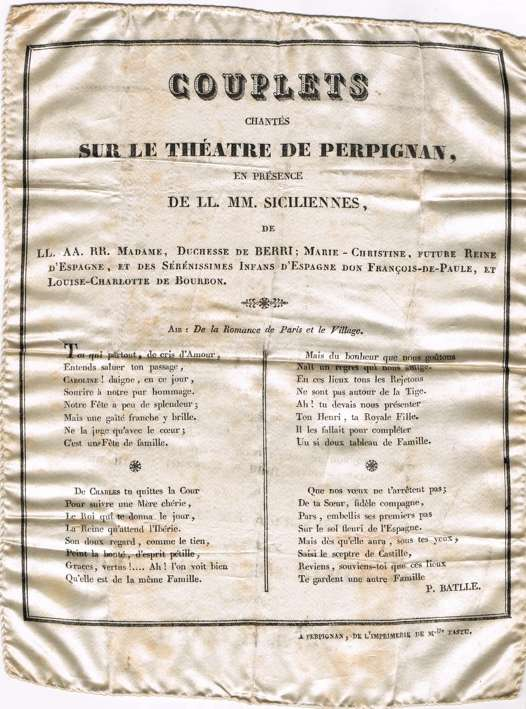
Poesia, impressió sobre seda (1829)

- Batlle, J. Couplets chantés sur le théatre de Perpignan en presence de LL. MM. Siciliennes.
- Farines, [Joseph]; Carcassonne, [Maurice Mathieu]. Mémoire sur un cétacée échoué le 27 novembre 1828 sur la côte dépendante de la commune de Saint-Cyprien, Pyrénées-Orientales, présenté a l'académie des sciences le 15 fèvrier 1829.[Enllaç no actiu]

1830
- Alger. Satire commencée. («exemplar digitalitzat».)

1831
- Durand, François. À MM. les électeurs de l'arrondissement de Prades.
- Sicart. Rapport du colonel de la garde nationale de Perpignan sur les événemens des 20 et 21 février et 3 mars de la présente année.

1832
- Massot, Joseph. Discours d'installation, par M. Joseph Massot, procureur du Roi, près le tribunal de première instance de Perpignan. (Audience du 13 novembre 1832.).
- Sans, Joseph-H. Mémoire à MM. les Ministres, Deputés et Pairs de France; contenant: 1º introduction des observations; 2º topographie de Cerdagne et Capsir... (Palau, 28 octobre 1832.).
- Sans, Joseph-H. Pétition à MM. les deputés de la France [pour la suppression des droits réunis] (Palau, 30 novembre 1831).

1833
- Jugement rendu par les arbitres, dans l'affaire Joseph Anglade contre Jaubert-de-Passa et autres.

1834
- Avis au public [pétition adressée au préfet des Pyrénées-Orientales pour Jean Gomma et le marquis d'Orgeix (Ax, 23 juin 1834), acompagnée d'une analyse de E. Véne, ingénieur des mines (Carcassonne, 3 septembre 1834), approuvée par Thibault, ingénieur, faisant fonction d'ingénieur en chef (Alais, 6 septembre 1834) et le préfet des P.-O. (Perpignan, 25 septembre 1834)].[28]

1837
- Troisième bulletin de la Société Philomatique de Perpignan. Première partie. («exemplar digitalitzat».)

1838
- Henry, D.-M.-J. Notice sur un aveugle sourd et muet, lue à la Société philomathique de Perpignan, dans sa séance du 7 février 1838. («exemplar digitalitzat».)
- Rigault de Rochefort. Mouvemens de cavalerie. Exposé d'une nouvelle méthode. («exemplar digitalitzat».)

1839
- Babouc. Plumitif, comédie indienne en 1 acte.
- Brouck. La Trique de M. Dufour, comédie en trois actes.
- D., E. Description d'un flambeau en ivoire et ébène, guilloché à l'anglaise, précédé de quelques observations.
- Just, Ls. Musique sacrée, Biographie de Joseph-François Barrère, né à Vinça (Pyrénées-Orientales).
- Just, Louis. Nuria, ou quelques détails sur l'ermitage de ce nom.[Enllaç no actiu]
- Procès de l'association de malfaiteurs de S. Laurent-de-Cerdans. Cour d'Assises des Pyrénées-Orientales session extraordinaire d'avril 1839, treize accusés, six condamnations à mort, quatre aux travaux forcés à perpétuité, deux à dix années de réclusion.[Enllaç no actiu] («exemplar digitalitzat». Arxivat de l'original el 2016-09-22. [Consulta: 4 agost 2015].)

1840
- Vimort-Maux, [Denis]. Notice sur un séchoir volant, appliqué au métier à tisser, précédée d'observations générales sur l'art du tissage.

1841
- Bouis; Massot, Paul. Eaux minérales sulfureuses de Molitg département des Pyrénées-Orientales. Avec une notice médicale.[Enllaç no actiu] («exemplar digitalitzat».)
- Fauvelle, Pierre-Pascal. Rapport sur le télégraphe de jour et de nuit inventé par M. Sylvestre Vilallongue. Tiré à part de Société des Pyrénées-Orientales, Sciences, belles-lettres, arts industriels et agricoles.[Enllaç no actiu]
- Tixador, A. Tableau-girouette. Révélation sur les vingt-cinq lettres, ou l'Alphabet Tixadorien. Roman scientifique et littéraire.

1842
- Bouis, Dominique. Eaux sulfureuses de Vernet. Sources Mercader. Source Riubanys. Extrait d'un rapport de M. Bouis ... imprimé dans le Bulletin de la Société des sciences, belles-lettres, arts industriels et agricoles des Pyrénées-Orientales. (facsímil: Des sources sulfureuses de Vernet et des établissements qu'elles alimentent Nîmes : C. Lacour, 1999 ISBN 2844066917)
- Revue des Pyrénées-Orientales : Feuille religieuse, littéraire et artistique.  Perpinyà: A. Fourquet (A. Tastu, impr.).[Enllaç no actiu] («exemplar digitalitzat». Arxivat de l'original el 2016-03-04. [Consulta: 30 octubre 2015].)
- Talairach, P; Azema, F.-J; Farines, F; Sol, B. À messieurs les membres de la commission d'enquête, nommée pour donner son avis sur les deux projets dressés par les ingénieurs des Ponts et chaussées, pour l'embranchement de la route départementale n° 5 avec la route départementale n° 1 [signé : les délégués de la commune de Baixas et le maire de Calce].

1843
- A Messieurs les juges du tribunal de commerce de Perpignan [Présentation par Ad. Crémieux d'une correspondance des Anglade, père et fils, concernant une transaction entre les associés de l'Entreprise des transports militaires pour le 4e Corps d'armée en Espagne. Léon Daugny, un des associés, est mort et Joseph Anglade et consorts veulent liquider l'Entreprise ].
- Pujade, J.-J.-V. Notice sur les nouveaux thermes d'Amélie-les-Bains anciennement bains d'Arles pouvant servir de guide au baigneur, dans le choix des eaux minéro-thermales qui les alimentent, ainsi que dans le mode d'en faire usage.
- Réponse de Rougé et Bedrède au mémoire en forme de pétition présenté par les bouchers au Conseil municipal de Perpignan.[Enllaç no actiu]

1844
- Denamiel, Joseph. Mémoire sur le projet de construction du pont de l'Agly, comprenant l'exhaussement de la route royale n° 9, entre ce pont et la montée des "Baixanencs", et sur la rectification de cette route, depuis le Vernet jusqu'à Salses.
- Massot-Reynier, Joseph. Discours prononcé pour l'installation de M. Renard,... procureur-général du Roi près la cour de Montpellier, à l'audience solennelle du 27 juin 1844.
- Sirven, Emmanuel-Joseph (lletra); Petit, (música). La Révolte du Caire, 1799, scène lyrique.

1845
- Anglade, Joseph d'. Supplément de l'"Historique succinct de Prats-de-Mollo", publié en 1826 par le méme.

1846
- Cour d'assises du département des Pyrénées-Orientales. Proces de l'association de malfaiteurs de Las Illas, dits Trabucayres. Session du premier trimestre de 1846. 17 accusés présens. Quatre condamnations à mort. 6 aux travaux forcés à perpétuité, avec exposition. 1 à vingt ans de la même peine. 1 à dix ans de la même peine, idem. 1 à dix ans de réclusion, avec exposition publique. 1 à huit ans de la même peine, idem. 2 à trois et cinq ans d'emprisonnement. Présidence de M. Jac, ... Arrêt du 28 mars 1846.[Enllaç no actiu] («document digitalitzat». Arxivat de l'original el 2016-09-22. [Consulta: 4 agost 2015].)
- Denamiel, Joseph. Supplément au Mémoire du 25 août 1844, sur la rectification de la route royale n°9, entre le Vernet et Salses... Enquête sur l'avant-projet, ouverte le 20 août 1846.

1847
- E. G. Simples réflexions d'un nouveau maitre de forge, sur l'industrie métallurgique de l'arrondissement de Céret, et ses rapports avec le chemin de grande vicinalité n° 3, et les communes concourant à sa construction.

1848
- Au peuple!. («exemplar digitalitzat».)
- Cavel, H. La Loi du monde social.

1849
- Correnson, L. Au Bon sens du peuple.
- Pujade, J.-J.-V. Grand album pittoresque de l'établissement thermal du Dr Pujade et de ses environs. 1849. («exemplar digitalitzat».)
- Pujade, J.-J.-V. Reboisement des terrains en pente. Mémoire.
- Un treballado als seus amichs del département. Cansons genoudistes.

1851
- Argiot, Jacques. La Sainte Messe, petit vespéral des dimanches et fêtes et psaumes graduels, traduit en vers français.  París-Perpignan: Louis Maison, Libraire-Éditeur - Antoine Fourquet, Libraire-Editeur (Imprimerie de Mademoiselle Antoinette Tastu), 1851. («exemplar digitalitzat».)
- Piglowski, [Wincenty Onufry]; Lacvivier, Croisiers de; Couderc. Notice sur l'établissement thermal des anciens thermes de Vernet, Pyrénées-Orientales. 2e édition. («exemplar digitalitzat». Arxivat de l'original el 2016-03-03. [Consulta: 4 agost 2015].)

1852
- Berge, J.-B. Pêche cotière de la Méditerranée. Appel aux Gouvernement, aux Conseils généraux... des départements méditerranéens, en faveur des pêcheurs nationaux.
- Denamiel, Joseph. Notice sur les semoirs à helice.
- Saisset; Péret. Exposé des motifs pour la création d'un chemin de fer de Narbonne à Perpignan et en Espagne (16 Août 1852).

1853
- Argiot, Jacques. Petit Carême poètique, ou Psaumes pénitentiaux, proses et hymnes diverses, traduits en vers français.  París - Perpignan: chez Maison - chez Fourquet, Libraire-Editeur (Imprimerie de Mademoiselle Antoinette Tastu), 1853. Suplement a La Sainte Messe («exemplar digitalitzat».)
- Cantique a Notre-Dame d'Espérance. Traduit du Catalan.  Perpinyà: Librairie ancienne et moderne d'Antoine Fourquet, éditeur (Imprimerie de Mlle. A. Tastu), 1853. («exemplar digitalitzat».)
- Garau, J. Avenir du chemin de fer de Narbonne à Perpignan.[Enllaç no actiu] Publicat prèviament al Journal des Pyrénées-Orientales 1853, pàg. 17-21
- Jaubert-Campagne, Antoine. François Durand.
- Saleta, A. Pétition à MM. les membres du conseil municipal de Salses [suivie d'un tableau statistique de l'hygiène de cette commune depuis 29 ans. Second tirage, seul valable].
- Vallarino, Jean. Observations relatives au mémoire présenté au Conseil général dans la session 1852, sur la pêche côtière, soumises au jugement des intéressés de Collioure, Port-Vendres et Banyuls-sur-Mer.

1855
- Description des tableaux, dessins et objets d'art du Musée de Perpignan.
- Faure, Louis. Notice biographique sur le docteur Em. Bonafos: lue à la Société agricole, scientifique et littéraire des Pyrénées-Orientales.[Enllaç no actiu] («exemplar digitalitzat».)
- Fauvelle. Études géologiques.
- Gerbet, Philippe. Allocution de Monseigneur l'évêque de Perpignan adressée aux séminaristes le jour de l'ouverture du cours.
- Gonsalez, Jean. Du Choléra, des causes qui le produisent et du traitement à suivre pour combattre ce fléau.... («exemplar digitalitzat».)
- Ordonnance du Roi, portant Réglement d'Administration Publique, pour la Rivière de la Tet, du 20 mai 1818.[Enllaç no actiu] («exemplar digitalitzat». Arxivat de l'original el 2016-09-22. [Consulta: 4 agost 2015].)
- Pujade, J.-J.-V. Recherches théoriques et pratiques sur l'affection typhoïde intense, générale, dite choléra épidémique.

1856
- Barrera, P. Bouquet à la vierge Marie, dédié à mes belles-filles, composé de trente-une fleurs dont une pour chaque jour du mois de mai.[Enllaç no actiu]
- Berge, J.-B. Roulage et lettres de voitures. Lettre d'un négociant à un commissionnaire de roulage sur cette question: Les commissionaires de roulage peuvent-ils comme les compagnies de chemins de fer percevoir les prix de leur tarif sur le minimum de 50 kilos et sur les poids arrondis par 10 kilos.
- Bocamy, J. Rapport sur le choléra épidémique qui a sévi dans les Pyrenées-Orientales pendant les mois de juillet, août, septembre, octobre et novembre 1854, précédé de la relation sommaire des epidémies de choléra qui ont régné dans le département des Pyrénées-Orientales en 1835 et 1837.[Enllaç no actiu] («exemplar digitalitzat».)
- Vallarino, Jn (cadet). Essais et recherches sur le sorgho sucré du nord de la Chine, géant des plantes utiles, dédiés à l'agriculture, au commerce et à l'industrie.

1857
- B, Charles. Premières notions de l'art de magnétiser.
- Gonsalez, Jean. Sur la maladie de la vigne.
- Vallarino, J (cadet). Réflexions sur la crise financière qui se produit actuellement en Europe et particulièrement en France. («exemplar digitalitzat».)

1858
- Campagne, F. Dissertation historique sur sainte Eulalie, patronne d' Elne suivie d'une notice raisonnée sur la véritable date de l'ancien autel d'argent, érigé dans l'Eglise de cette cité.[Enllaç no actiu]
- Pujade. Question hygiéno-thérapeutique et industrielle, ou Résumé comparatif sur le traitement des maladies chroniques de poitrine et autres par le déplacement des malades à la résidence thermale du Dr. Pujade, ... à Amélie-les-Bains. («exemplar digitalitzat».)

1859
- Aragon, Victor. Etude historique sur le Castell de Força Real (Pyrénées-Orientales).[Enllaç no actiu] (edició facsímil:  Le castell de Força-Real.  Nîmes: C. Lacour, 2003 (coll. Rediviva). ISBN 2-7504-0206-9.
- Bouis, Eugénie. Guide de la mère de famille, publié au profit de l'Institution des Petites-Soeurs des Pauvres.
- Durand, Justin. Observations sur le rapport de M. Rouher à l'Empereur, au sujet de la législation sur les céréales.
- Notice historique, religieuse et topographique sur Força Real. Le castell. L'Ermitage. Prières. Pièces justificatives. Cette Notice se vend au Profit de l'Ermitage.  Perpinyà: Librairie d'Honoré St.-Martori, éditeur (Mlle A. Tastu, imprimeur-libraire), 1859.[Enllaç no actiu] («exemplar digitalitzat». Arxivat de l'original el 2016-03-03. [Consulta: 4 agost 2015].)[29]

1860
- Las disgracis den Pique-Aragnes: pochade perpignanaise, assaisonnée de couplets.[Enllaç no actiu]
- Fourquet, Antoine. Neuvaine en l'honneur du bienheureux patriarche Saint François de Paule fondateur de l'Ordre des Frères Minimes, vénéré d'un culte spécial dans sa chapelle de la cathédrale Saint-Jean Baptiste à Perpignan. Opuscule revu, augmenté et suivi d'un sommaire de la peste de 1631, 1632 et le choléra de 1854 à Perpignan ainsi que du Voeu, ode à la gloire de notre saint Patriarche par Antoine Fourquet bibliothécaire de la Ville.[Enllaç no actiu]
- Just, Ls. Ermitages du diocèse de Perpignan. («exemplar digitalitzat». Arxivat de l'original el 2016-03-03. [Consulta: 30 octubre 2015].)

1861
- Aubergé, Pierre-Joseph-François. Hydrologie médicale de l'établissement thermal de La Preste - Pyrénées-Orientales.[Enllaç no actiu] («exemplar digitalitzat».)
- Bergnes, Joseph. Lous dous fourestés a la coumédi, grande scène comique en catalan-roussillonnais divisée en IV parties écrite pour trois personnages principaux : en Perot, en Jepot y Jo.[Enllaç no actiu]
- Redressement et endiguement des torrents du Boulès et de Gimeneil, Pyrénées-Orientales. Décret du 19 janvier 1861.[Enllaç no actiu]
- Saisset, Pierre. Ruisseau des jardins de Saint-Jacques. Notice historique.

1862
- Concours régional agricole de Perpignan. 1862 [Exposition des produits industriels et manufacturés].[Enllaç no actiu] («exemplar digitalitzat». Arxivat de l'original el 2016-03-03. [Consulta: 4 agost 2015].)
- Description des tableaux, dessins et objets d'art du Musée de Perpignan.[Enllaç no actiu]
- Méric, François. Mon Roussillon, opuscule en vers. («exemplar digitalitzat».

1863
- Campagne, François. Supplément à la Dissertation historique sur sainte Eulalie, patronne d'Elne.

1864
- Tastu, Antoine. Réservoirs de la Bouillouse et du Pla des Abeillans, et canal d'arrosage de la rive droite de la Têt. Projet de cahier des charges.[Enllaç no actiu]

1865
- Barberet, C. Situation de l'Enseignement primaire dans le département des Pyrénées-Orientales.

1866
- Jacomet, Louis. Le Bal de la sous-préfecture (13 février 1867). Dédié à Mme la Ctesse de Pontbriant.
- Picas, J, président du tribunal civil. Inauguration du nouveau Palais de justice de Perpignan - Discours 3 novembre 1866.[Enllaç no actiu] («exemplar digitalitzat». Arxivat de l'original el 2016-03-03. [Consulta: 4 agost 2015].)

1867
- Blanc, Alphonse-Pierre-Joseph. Déclin, élégie, par M. A. Blanc, couronnée au concours de la Société agricole, scientifique et littéraire de Perpignan, le 20 juillet 1867. («exemplar digitalitzat».)
- Cambouliu. Conférences de Perpignan. Leçon d'ouverture (11 janvier 1867), Arago professeur et écrivain. («exemplar digitalitzat».)
- Gramboulan, Prosper. Discours prononcé à la distribution des prix de l'institution Boutet à Narbonne le 25 juillet 1867.[Enllaç no actiu]
- Menetrier. Département des Pyrénées-Orientales. Chemins vicinaux. Rapport de l'Agent Voyer en Chef sur le service pendant l'année 1865.[Enllaç no actiu] («exemplar digitalitzat». Arxivat de l'original el 2016-03-03. [Consulta: 4 agost 2015].)

1868
- Blanc, Alphonse. Réponse à deux brochures sur la question de l'instruction des femmes.[Enllaç no actiu]
- Blanc, Alphonse. Le travail Omnia vincit: poésie couronné au concours de la Société agricole, scientifique et littéraire des Pyrénées-Orientales, le 6 septembre 1868. («exemplar digitalitzat».)
- Durand, Justin. Vinage, note lue dans la séance du Conseil général, le 27 août 1868.
- l'Ermite des Pyrénées. Physiologie des Villes d'eaux.

1869
- Camp, Aimé. Collège de Perpignan. Distribution des prix du 3 août 1869. Discours... Influence des idées du passé et des idées du présent sur l'éducation.
- Casamajor, abbé [Eugène Hyacinthe Nicolas]. Première lettre sur l'histoire de l'église ou l'on corrige les plus folles erreurs de M. Pierre Lefranc.[Enllaç no actiu]
- Casamajor, abbé. Troisième lettre ou les éloquents rataplans de M. Pierre Lefranc ancien représentant du peuple.[Enllaç no actiu]
- Casamajor, abbé. Quatrième lettre sur l'histoire de l'église ou l'on corrige les plus folles erreurs de M. Pierre Lefranc.... de M. Pierre Lefranc.[Enllaç no actiu]
- Casamajor, abbé. Cinquième lettre sur l'histoire de l'église ou l'on corrige les plus folles erreurs de M. Pierre Lefranc.[Enllaç no actiu]
- Casamajor, abbé. Sixième lettre sur l'histoire de l'église réplique ou l'on corrige les plus folles erreurs de M. Pierre Lefranc.[Enllaç no actiu]
- Casamajor, abbé. Septième lettre sur l'histoire de l'église réplique ou l'on corrige les plus folles erreurs de M. Pierre Lefranc.[Enllaç no actiu]
- Casamajor, abbé. Huitième lettre sur l'histoire de l'église réplique ou l'on corrige les plus folles erreurs de M. Pierre Lefranc.[Enllaç no actiu]
- Cours abrégé de la vraie religion.[Enllaç no actiu]
- Lassaire [sic, per Lasserre], Raymond. Inauguration du canal de Suez, ode.
- Loge Les Amis de la Parfaite union, de Perpignan. Proposition d'un Convent maç. Rapport de la Commission. Adopté à l'unanimité dans la tenue du 25 octobre 1869.

1870
- Malbes. Ville de Perpignan. Projets de distribution d'eau. Rapport de la commission chargée de l'examen des divers projets. («exemplar digitalitzat».)
- Pépratx, Justin. Société pour le développement et la défense du commerce et de l'industrie des Pyrénées-Orientales - Rapport sur le but et les avantages de la Société.
- Traité pour l'éclairage au gaz de la ville de Perpignan.
- Ville de Perpignan. Rapport présenté au Conseil municipal par la Commission chargée de l'examen du questionnaire sur les Octrois.

### Imp. Falip-Tastu (1871-1876)

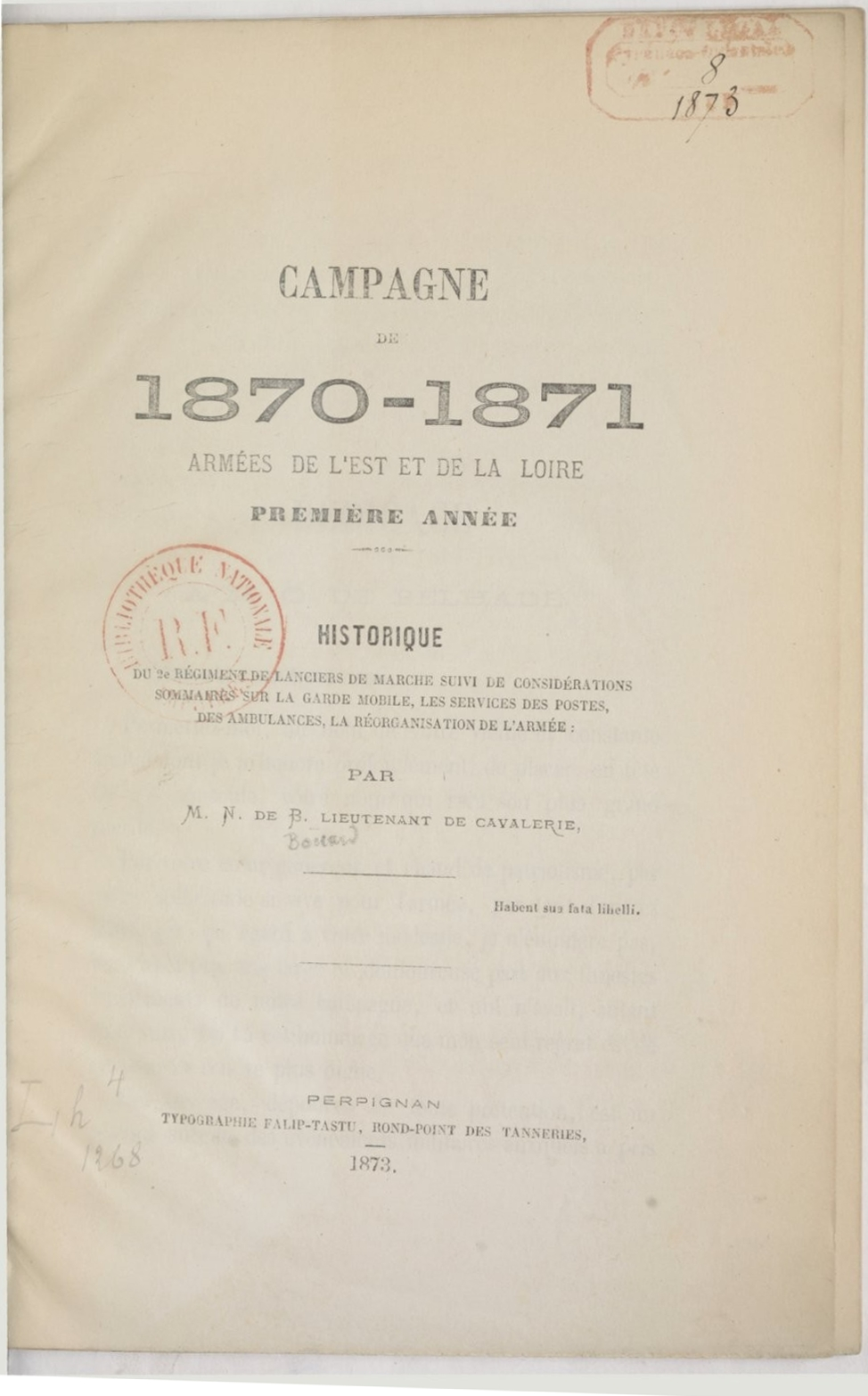
Campagne de 1870-1871 (Imp. Falip-Tastu, 1873)

- Camp, Aimé. Poesies nationales, (1871).
- Gouell, Edouard. Essai sur la méthode graphique appliquée à l'étude de la température dans les maladies fébriles [thèse pour obtenir le grade de docteur, Faculté de Médecine de Montpellier], (1871).
- X***. Le maréchal Mac-Mahon, (1871). («exemplar digitalitzat».)
- Arbitrage de 1870 [Chemin de fer de Perpignan a Prades], (1872).
- Commission administrative des hospices de Perpignan. Hospice de la Misericordie 31 Décembre 1872.  Perpinyà: Typographie Falip-Tastu, 1872. («exemplar digitalitzat».)
- Correspondance et pièces pour répondre aux reproches d'insuffisance [Chemin de fer de Perpignan a Prades], (1872).
- Correspondance relative à la conformité du matériel roulant à celui de la ligne du Midi [Chemin de fer de Perpignan a Prades], (1872).
- Sonnets à ma mie, (1872).[Enllaç no actiu]
- Tribunal civil de Perpignan. Affaire du 31 octobre à Estagel: Pierre Bourdanel, demandeur, contre Raymond Camps, propriétaire et maire, défendeur, domiciliés à Estagel, (1872).[Enllaç no actiu] («exemplar digitalitzat».)
- B, N. de. Campagne de 1870-1871. Armées de l'est et de la Loire. Première année. Historique du 2e régiment de lanciers de marche, suivi de considérations sommaires sur la garde mobile, les services des postes, des ambulances, la réorganisation de l'armée, par M. N. de B., lieutenant de cavalerie, (1873). («exemplar digitalitzat».)
- Tronchoudacol (pseud.). Al campagnart a casa d'al parrouqué. Piéça en oun acte y oun sol tabléou, (1874).
- Conseil général du département des Pyrénées-Orientales. Rapport du prèfet. Session ordinaire de 1874, (1874). («exemplar digitalitzat».)
- Aubergé, François. De la Véritable Franc-maçonnerie, traité renfermant une notice chronologique des F @ F @ qui ont honoré la franc-maçonnerie, (1875).
- Guiter, André. Une visite à Notre-Dame de Villerase près Saint-Cyprien, (1875).
- Saint Ferréol, son martyre, ses miracles, son sanctuaire dans le Roussillon publié par les soins de M. le curé de Ceret. Cantique en musique d'après les goigs catalans, (1875).[Enllaç no actiu]
- Falip, Charles (directeur). Le Canigou Illustré, (1876).